# Сендайский метрополитен
Метрополитен Сендай (яп. 仙台市地下鉄 Сэндай-си тикатэцу) — система метро в японском городе Сендай.

## История
Строительство метрополитена в городе началось в 1983 году. Первый участок открыта в 1987 году (Линия Намбоку) состояла из 16 станций и 13,6 км, продление линии на 1 станцию произошло 15 июля 1992 года. Вторая линия из 13 станций открылась 6 декабря 2015. На всех станциях установлены автоматические платформенные ворота. Линия Тодзай полностью автоматизирована.

## Линии
| Цвет    | Название               | Обозначение | Открыта | Открытие последнего пускового участка | Длина км/миль      | Количество станций |
| ------- | ---------------------- | ----------- | ------- | ------------------------------------- | ------------------ | ------------------ |
| зелёная | Первая линия — Намбоку | N           | 1987    | 1992                                  | 14,8 км (9,2 миль) | 17                 |
| синий   | Вторая линия — Тодзай  | T           | 2015    | 2015                                  | 13,9 км (8,6 миль) | 13                 |